# Brunnenmühle (Roden)
Brunnenmühle ist ein Gemeindeteil der Gemeinde Roden im unterfränkischen Landkreis Main-Spessart in Bayern. Brunnenmühle liegt in der Gemarkung Roden.

## Geografie
Die Einöde liegt in direkter Nachbarschaft zur Holz-, Neu- und Rosenmühle am rechten Ufer des Karbachs. Eine Gemeindeverbindungsstraße führt zur Staatsstraße 2438 (0,1 km nordwestlich) bzw. nach Roden zur St 2438 (1,3 km nordöstlich).

## Geschichte
Mit dem Gemeindeedikt (frühes 19. Jahrhundert) wurde Brunnenmühle der neu gebildeten Ruralgemeinde Roden zugewiesen, der es bis heute angehört.